# Дадлівілл (Аризона)
Дадлівілл (англ. Dudleyville) — переписна місцевість (CDP) в США, в окрузі Пінал штату Аризона. Населення — 597 осіб (2020).

## Географія
Дадлівілл розташований за координатами 32°51′36″ пн. ш. 110°42′59″ зх. д. / 32.86000° пн. ш. 110.71639° зх. д. (32.860011, -110.716494).  За даними Бюро перепису населення США в 2010 році переписна місцевість мала площу 17,37 км², уся площа — суходіл.

## Демографія
Згідно з переписом 2010 року, у переписній місцевості мешкало 959 осіб у 354 домогосподарствах у складі 241 родини. Густота населення становила 55 осіб/км².  Було 423 помешкання (24/км²).
Расовий склад населення:
| - 65,3 % — білих - 2,5 % — корінних американців - 0,2 % — азіатів - 0,1 % — чорних або афроамериканців - 28,7 % — осіб інших рас |

До двох чи більше рас належало 3,2 %. Частка іспаномовних становила 63,4 % від усіх жителів.
За віковим діапазоном населення розподілялося таким чином: 26,1 % — особи молодші 18 років, 56,2 % — особи у віці 18—64 років, 17,7 % — особи у віці 65 років та старші. Медіана віку мешканця становила 41,9 року. На 100 осіб жіночої статі у переписній місцевості припадало 103,2 чоловіків;  на 100 жінок у віці від 18 років та старших — 109,1 чоловіків також старших 18 років.
Середній дохід на одне домашнє господарство  становив 62 096 доларів США (медіана — 56 518), а середній дохід на одну сім'ю — 61 844 долари (медіана — 56 071). За межею бідності перебувало 14,3 % осіб, у тому числі 0,0 % дітей у віці до 18 років та 27,5 % осіб у віці 65 років та старших.
Цивільне працевлаштоване населення становило 105 осіб. Основні галузі зайнятості: сільське господарство, лісництво, риболовля — 59,0 %, роздрібна торгівля — 21,0 %, мистецтво, розваги та відпочинок — 20,0 %.